# 200 (zespół muzyczny)
200 – farerska grupa muzyczna, tworząca w mało popularnym na Wyspach Owczych nurcie punk rock. Zespół w swej twórczości wykorzystuje głównie dwa języki: farerski oraz angielski.
Muzyka tego zespołu w dużej mierze mówi o polityce Wysp Owczych, którą poddaje satyrze. Zwykle porusza tematy separatyzmu archipelagu, homofobii i chrześcijańskiego fundamentalizmu.

## Historia
Zespół został stworzony w roku 1996, kiedy trzej stali członkowie zespołu, Niels, Mikael i Uni, postanowili zacząć nagrywać inną muzykę niż ta, którą tworzyli będąc członkami Mold. Pierwszy raz utwory 200 znalazły się na kompilacji Rock í Føroyum 2, więc od początku swojej kariery zespół ten działał we współpracy z wytwórnią Tutl, jedyną tego typu organizacją na Wyspach Owczych. Kiedy grupa się formowała znaczna większość zespołów na archipelagu tworzyła teksty swych piosenek w języku angielskim, co członkowie 200 również zamierzali zmienić.
Po Rock í Føroyum 2 zespół nie cechował się raczej dużą aktywnością i dopiero po rozpadzie Mold jego członkowie zaczęli na nowo tworzyć w ramach 200. Zespół uczestniczył w imprezie Prix Føroyar w roku 2001. Wtedy jeszcze muzyka przezeń tworzona nie miała obecnego kształtu, a wszystko to, czym się dziś cechuje nadeszło dopiero z czasem.
Jeszcze w 2001 r. 200 wydał swój pierwszy album muzyczny, zatytułowany 200%. Lokalne media początkowo zdawały się nie zauważać nowego zespołu na archipelagu, jednak ostatecznie został on odebrany pozytywnie przez słuchaczy i zniknął z półek sklepowych, co pozytywnie zaskoczyło członków zespołu. Członkom grupy trudno było wykorzystać ten pierwszy sukces, albowiem Uni i Niels w tamtym czasie mieszkali w Kopenhadze, a Mikael na Wyspach Owczych, co znacznie zmniejszało liczbę koncertów 200. Odbyło się ich jednak kilkanaście na terytorium Danii, Islandii i rodzimego archipelagu muzyków.
Po czterech latach – w 2005 roku – członkowie zespołu uznali, że stary materiał już się zużył i zapragnęli czegoś nowego. W marcu 2005 nagrali swój drugi album Viva la Republica, który został oceniony jeszcze lepiej niż 200%, a utwór Muscleman-blað trafił na pierwsze miejsce krajowej listy przebojów. Swój następny album Graceland zespół wydał już rok później, a w międzyczasie wyszedł jeszcze ich album koncertowy Live at the Roskilde Festival 2006.

## Skład zespołu
200 od początku gra w tym samym składzie, w którym zaczął swą karierę muzyczną:
- Niels Arge Galán – gitara elektryczna, wokal
- Mikael Blak – gitara basowa
- Uni Árting – perkusja

## Dyskografia

### Albumy studyjne
- 200% (2001)
- Viva la Republica (2005)
- Graceland (2006)
- 200 Decibel (2008)
- Stokkhólmssyndromið (2009)
- VENDETTA! (2012)

### Na żywo
- Live at the Roskilde Festival 2006 (2006)